# Phenacomorpha rhabdophora
Phenacomorpha rhabdophora är en fjärilsart som beskrevs av Turner 1899. Phenacomorpha rhabdophora ingår i släktet Phenacomorpha och familjen björnspinnare. Inga underarter finns listade i Catalogue of Life.